# Кліфф Томас Леслі
Томас Едвард Кліфф Леслі (англ. Thomas Edward Cliff Leslie; 21 червня 1825 м. Вексфорд, Ірландія — 27 січня 1882 м. Белфаст, Велика Британія) — ірландський юрист і економіст.
Томас Леслі народився в графстві Вексфорд, другий син преподобного Едварда Леслі. Родина економіста була шотландського походження, але пов'язана з Ірландією ще за часів правління Карла I. Серед його предків був Джон Леслі (фізик).
В королівському коледжі Белфаст читав лекції з права та політичної економії, був професором юриспруденції та політичної економії в Королівському коледжі Белфаст. Входить до переліку «ста великих економістів Кейнса» за версією М. Блауга. Леслі розробив ідею суверенітету споживачів, але наполягав на тому, щоб аналіз попиту базувався на історичній та порівняльній інституціональній роботі.

## Навчання
Кліфф Леслі отримав свою початкову освіту від свого батька, який на той час проживав у Англії, хоч і мав прихильність до церкви, і деяку земельну власність в Ірландії. Батько Леслі навчав його латинської, грецької мови та івриту у надзвичайно ранньому віці. Згодом, на короткий час, він перебував під опікою священика в Клефамі, а потім його було спроваджено до коледжу короля Вільяма, який знаходився на Острові Мен.
У 1842 році Леслі вступив до університету Дубліна. Там він був видатним студентом, здобувши, крім інших відзнак, класичну стипендію в 1845 році та старший модератор (золоту медаль) з розумової та моральної філософії на іспиті в 1846 році. Ставши студентом юридичного факультету в Лінкольн-Інн, два роки був учнем у конвеєрних камерах Лондона і був покликаний до англійської адвокатури. В 1853 році Кліфф Леслі був призначений професором юриспруденції та політичної економії Королівського коледжу в Белфасті. Обов'язки цієї кафедри вимагали лише короткочасних візитів до Ірландії в певні терміни кожного року, він продовжував проживати та продовжувати навчання в Лондоні, і став частим автором економічних та соціальних питань в основних оглядах та інших періодичних виданнях. Жертвуючи собою, він вивчав економічні і соціальні проблеми. У галузі теоретичної науки, Леслі боровся проти пануючої класичної школи, прагнучи адаптувати ідеї історичної школи Німеччини до реалій британської національної економіки.

## Кар'єрний ріст
У 1860 р. він зібрав низку своїх нарисів, додавши кілька нових, до книги "Земельні системи та промислова економіка Ірландії, Англії та континентальних країн". Дж. С. Міллем повністю виклав зміст цієї роботи в статті в «Fortnightly Review», у якій він проголосив Леслі одним з найкращих письменників з прикладної політичної економії. Мілль шукав свого знайомого, читаючи свою першу статтю в Журналі Макміллана; він захоплювався його талантами, насолоджувався його суспільством і ставився до нього з повагою та добротою, що Леслі завжди з вдячністю визнавав.
Під час частих візитів Леслі на континент, особливо до Бельгії і деяких менш відомих районів Франції та Німеччини, він багато займався економічними та соціальними спостереженнями. Він вивчав вплив інститутів та системи життя, що панували в кожному регіоні, на матеріальний та моральний стан його жителів. Таким чином він отримав широке і точне знайомство з континентальною сільською економікою, яку чудово використав для вивчення паралельних явищ вдома. Розповіді, які він давав про результати своїх спостережень, були одними з найщасливіших його зусиль; ніхто, сказав Мілл, не зміг написати розповіді про іноземні візити відразу такі повчальні та такі цікаві. У цих екскурсіях він познайомився з кількома видатними особами, серед яких М. Лонс де Лавернь та М. Еміль де Лавелі. На згадку колишнього з них Леслі згодом віддав витончену данину в біографічному нарисі («Fortnightly Review», лютий 1881); до кінця його життя між ним та М. де Лавелі існували відносини взаємної поваги та сердечної близькості.
У Великій Британії Леслі став засновником історичної школи економіки, яка отримала ще більш активного представника Джона Келлса Інгрема. Приєднавшись до німецької історичної школи, він стверджував, що економічну науку треба розглядати у постійному контексті з іншими галузями соціальної доктрини і реалістично-індуктивним чином, з історією освітлювача економічних явищ, а не з абстрактно дедуктивним методом.
Кліфф Леслі наголосив на земельному питанні як на центральному питанні соціального забезпечення Ірландії та Англії. Цей том має як широту зору, так і багату різноманітність ілюстративних деталей. Леслі, який чітко усвідомив зростаюче значення земельних питань як для Ірландії, так і для Англії, прагнув розкрити, як феодальні елементи будуть перевантажені владною земельною системою, щоб служити цілям сучасного індустріального суспільства. Рекомендована ним політика узагальнена у наступному:
Якби в Англії існувала проста юриспруденція, що стосується землі, закон рівного правонаступництва, заборона втягування, юридичне забезпечення поліпшень орендарів, відкрита реєстрація права власності та передачі, значна кількість селянських маєтків, сільська економіка Англії вже давно створили б беззаперечні заперечення проти ірландської системи земель у суспільній свідомості (The Land Systems, ed. 1870, p. 2).

## Вклад в економіку світу
Робота Леслі поділяється на дві категорії: прикладна політична економіка та обговорення філософського методу науки. Сухопутні системи та промислова економіка Ірландії, Англії та континентальних країн належали головним чином до колишнього поділу. Земельна система Франції (це 2-е видання, 1870 року) містила в собі серйозну оборону мініатюрної культури. Фінансова реформа (1871) виклала перешкоди виробництву та торгівлі, що виникають внаслідок непрямого оподаткування. Багато його інших статей були внесені в огляди між 1875 і 1879, включаючи кілька обговорень історії цін і рухів заробітної плати в Європі. Однак найважливіші з них пов’язані з філософським методом політичної економії, особливо пам’ятним, який з’явився в періодичному виданні Дублінського університету. 
У 1879 році проректор і старші науковці Триніті-коледжу опублікували для Леслі том, в якому ряд цих статей було зібрано під назвою «Нариси політичної та моральної філософії». Ці та деякі пізніші твори, разом з попереднім томом «Land Systems», становлять істотний внесок Леслі в економічну літературу. Він давно розглянув і написав частину роботи з англійської економічної та правової історії, яка була б його великим плодом, як генія. Але рукопис цього трактату було написано після того, як багато болю було збуджено на ньому, і тоді трактат був невідомо втрачений у Нансі в 1872 році. Хоч він і сподівався, що зможе відтворити відсутню частину і закінчити роботу, але жоден матеріал не залишився в стані придатному для публікації. Про те, якою вона мала б бути, можна дізнатися з нарису про Історію та майбутнє прибутку в «Дворічному огляді» за листопад 1881 р., який, як вважають, був по суті витягом з нього.
Значна частина робіт Кліффа Леслі стосувалася проблем Ірландії. Він відкинув домашнє правління як рішення, віддавши перевагу земельній реформі на користь дрібного власника..
Те, що він зміг зробити так багато, цілком може викликати подив, коли відомо, що його трудам давно заважала хвороблива і гнітюча хвороба, від якої він страждав серйозно з періодичністю, хоча він ніколи не відчував себе в безпеці від повторюваних нападів. Хвороба здолала його в Белфасті, 27 січня 1882 р.

## Методи
Кліфф Леслі захищав індуктивний метод у політичній економії проти спроби вивести економічні явища суспільства з так званого універсального принципу прагнення багатства. Англійський емпіризм має давні традиції, починаючи з Девіда Юма та Френсіса Бекона. Леслі дотримувався цієї емпіричної тенденції британської економічної думки. Він сказав: "Основні закони [економіки] повинні бути отримані шляхом ретельної індукції, що припущення, з яких випливає нереальний порядок речей і нереальні одноманітності, не можуть розглядатися як остаточні або адекватні; і що факти, замість того, щоб бути невідповідними для міркувань економіста, - це явища, з яких він повинен зробити висновок про свої загальні принципи і за якими йому слід постійно перевіряти свої відрахування."
Далі він говорив про  "... необхідність вивчення кожної економічної проблеми відповідно до загальнолюдських канонів логіки науки - неприйняття жодних припущень, як остаточно встановлених без доказів, жодних настільки адекватних, з яких, як виявляються фактичні висновки, і відсутність ланцюгів висновку з гіпотетичних передумов як того, що має більше ніж гіпотетичну істину, поки не буде підтверджено спостереженням."
Першим впливом, який спонукав Кліффа Леслі в напрямку історичних та порівняльних інституційних методів, був вплив сера Генрі Мейна, самого студента історичної юриспруденції, якого представляв Савіньї. Стародавній закон штату Мен (1861) відомий тезою, що закон і суспільство розвивалося «від статусу договору». Особисте вчення Мейна про юриспруденцію, як і приклад його праць, змусили Кліффа Леслі поглянути на сучасну економічну структуру та стан суспільства як результат тривалої еволюції. З німецьких економістів, які представляють подібні тенденції, лише Рошер мав вплив. І праці Конта, яким захоплювався Леслі, хоча і критично, напевно, потужно співпрацювали, формуючи у нього звичку розглядати економічну науку як єдину галузь соціології.
Найдавнішим письмом, в якому чітко фігурує повстання Леслі проти так званої православної школи, є його "Нарис заробітної плати", вперше опублікований в 1868 р. і відтворений як додаток до книги "Земельні системи". У ньому, після критики доктрини Фонду заробітної плати та відсутності згоди між її результатами та спостережуваними явищами, він робить висновок, заявляючи, що політична економія повинна бути індуктивною, а не чисто дедуктивною наукою. Завдяки цій зміні вона отримає корисність, інтерес та справжню правду набагато більше, ніж повну компенсацію за конфіскацію вигаданого звання до математичної точності та визначеності. Але саме в нарисах, зібраних у тому 1879 р., найбільш рішуче відзначається його ставлення до питання про метод. В одному з них, присвяченому політичній економії Адама Сміта, він дуже цікаво демонструє співіснування в "Багатстві Націй" історико-індуктивних розслідувань на манер Монтеск'є з апріорними спекуляціями, заснованими на теологічній теорії, метафізичні основи, і вказує на помилку ігнорування колишнього елемента, що є справді характерною рисою соціальної філософії Сміта, і ставить його в сильний контраст зі школою Рікардо.
Однак есе, яке містить найяскравішу полеміку проти ортодоксальної школи, а також виклад і наймогутніше підтвердження нового напрямку, - це те, про яке ми вже говорили вище, вперше з’явилося у Герматені. Воно може бути рекомендовано як найкраще представлене на сьогоднішній день подання одного з двох суперечливих поглядів на економічний метод. У цьому нарисі в основному твердження Леслі спирається на те, що його слід вважати засновником та першим керівником англійської історичної школи політичної економії. Ті, хто поділяє його погляди на філософську структуру науки, вважають працю, яку він зробив, незважаючи на її безсистемність, насправді найважливішою з зроблених будь-якими англійськими економістами у другій половині 19 століття. Але навіть найтепліші партизани старшої школи визнають, що він зробив чудові послуги, наполягаючи на певному розслідуванні, яке раніше було занадто знехтуваним, що представляло найвищий інтерес та цінність, незалежно від того, як могла би стояти до створення економічна правда. Члени обох груп однаково визнавали його велику вченість, його терплячі та сумлінні звички до розслідування та великий соціальний дух, у якому він розглядав проблеми своєї науки.
Леслі наполягав на індуктивному, історичному та інституційному підході, який був у моді ще в кінці дев'ятнадцятого століття. Попри це, нещодавнє оцінювання розглядає його роботу у прикладній економіці, як додаткову, до сучасних теоретичних робіт.

## Роботи
- Військові системи Європи економічно розглядаються (1856)
- «Політична економіка та ставка заробітної плати», журнал «Fraser's Magazine» (15 липня 1868);
- Земельні системи та промислова економіка Ірландії, Англії та континентальних країн (Land Systems and Industrial Economy of Ireland, England and Continental Countries [Архівовано 3 березня 2016 у Wayback Machine.] ), Лондон, Лонгманс, Грін (1860);
- Любов до грошей(The Love of Money [Архівовано 3 березня 2016 у Wayback Machine.]) (1862), перевидана в есе в політичній економіці, наведена нижче, с. 189.
- «Політична економіка Адама Сміта»("The Political Economy of Adam Smith [Архівовано 9 серпня 2017 у Wayback Machine.]"), двотижневий огляд (1 листопада 1870 р.)
- Фінансова реформа, нариси Cobden Club, 2-я серія (1871)
- «Історія німецької політичної економіки» ("The History of German Political Economy [Архівовано 3 березня 2016 у Wayback Machine.]"),«Огляд тижня» (1 липня 1875)
- «Про філософський метод політичної економіки»("On the Philosophical Method of Political Economy [Архівовано 3 березня 2016 у Wayback Machine.]"), Hermathena, Дублінський університет (1876)
- Земельна система Франції, нариси Cobden Club (1876)
- «Політична економіка та соціологія»("Political Economy and Sociology" [Архівовано 3 березня 2016 у Wayback Machine.]), «Огляд тижня» (1 січня 1879)
- Нариси політичної та моральної філософії, Дублін і Лондон, Ходжес, Фостер і Фіггіс і Лонгманс, Зелений (1879)
- Нариси політичної економіки, Дублін, Ходжес, Фіггіс і Ко (1879, 1888)
- «Політична економіка в Сполучених Штатах»("Political Economy in the United States [Архівовано 3 березня 2016 у Wayback Machine.]"), «Огляд тижня» (1 жовтня 1880)
- «Ірландське земельне питання», Журнал Епплтона (1881)
- «Історія та майбутнє прибутку», «Огляд тижня» (листопад 1881)